# Hexapus
Hexapus is een geslacht van kreeftachtigen uit de klasse van de Malacostraca (hogere kreeftachtigen).

## Soorten
- Hexapus bidentatus Velip & Rivonker, 2014
- Hexapus sexpes (Fabricius, 1798)
- Hexapus stebbingi Barnard, 1947
- Hexapus timika Rahayu & Ng, 2014